# Бадачёво
Бадачёво — деревня в Весьегонском районе Тверской области России.
Входит в состав Ёгонского сельского поселения. Население — 15 чел. (2010).

## География
Расположена на границе Тверской и Вологодской областей, на Рыбинском водохранилище, в устье реки Рени, примерно в 3 км (по прямой, по автодороге — 22 км) к северо-западу от районного центра — города Весьегонска. Ближайший населённый пункт — деревня Перемут (1,5 км). Это место считается аномальной зоной

## Население
| 2010 |
| ---- |
| 15   |

## Исторические сведения
По сведениям 1859 года Бодачево — казённая деревня 1-го стана Весьегонского уезда Тверской губернии по Ярославско-Устюжскому почтовому тракту от Весьегонска, при реке Рене, в 4 верстах от уездного города, с 10 дворами, 66 жителями (31 мужчина, 35 женщин) и заводом. В 1915 году насчитывалось 24 двора, деревня входила в состав Перемутской волости.